# 東宮御所
35°40′35″N 139°43′27″E / 35.67639°N 139.72417°E

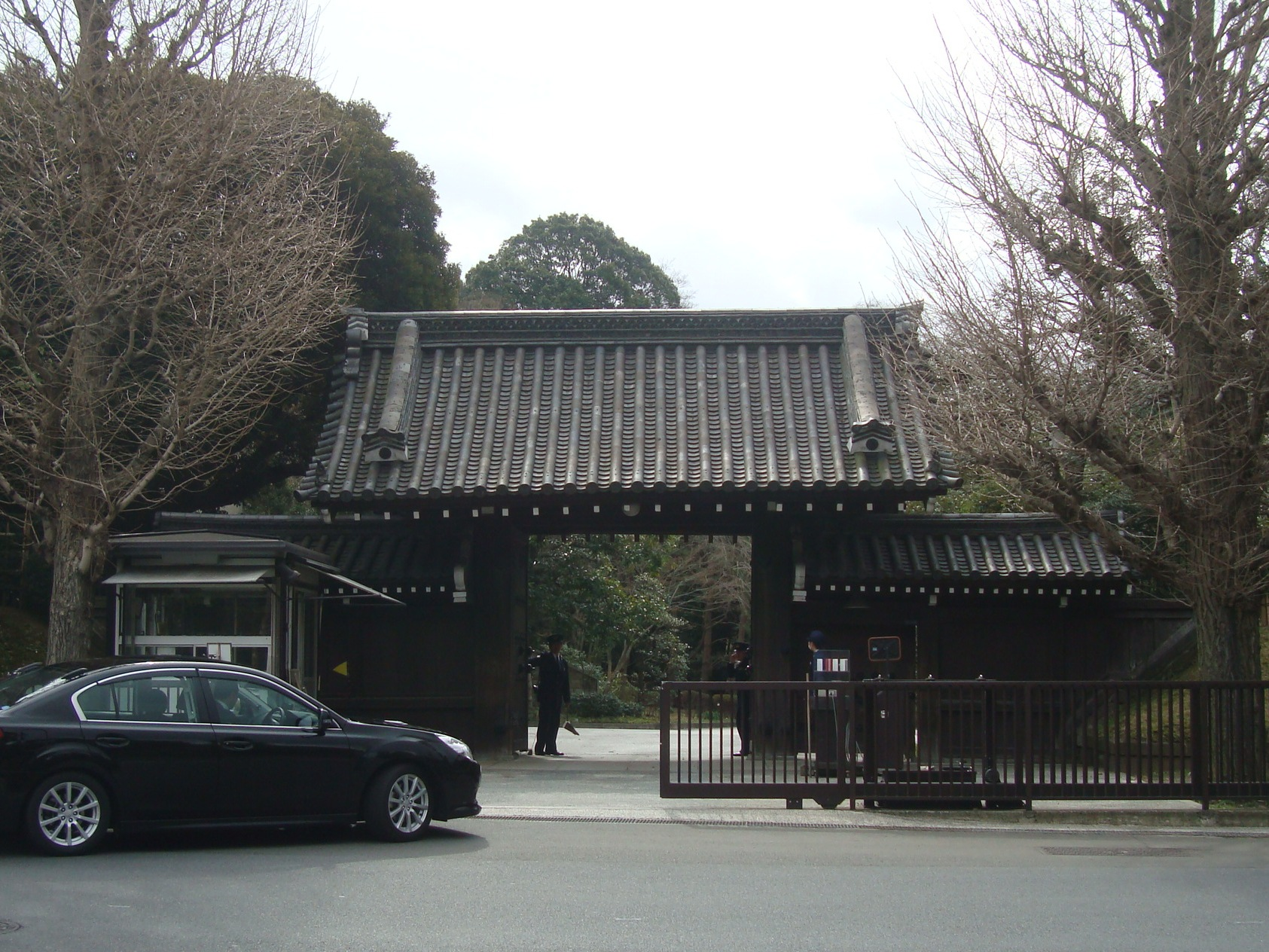
赤坂御所的鮫橋門

東宮御所（日语：／ Tōgū gosho */?）是日本皇太子的居所。在日本傳統中，東宮是皇太子的居所。目前該居所作為上皇明仁與上皇后美智子的仙洞御所，稱為「赤坂仙洞御所」。
近代在明仁和德仁擔任太子時的東宮御所位於東京赤坂的赤坂御用地內，現任天皇德仁、皇后雅子、皇女愛子內親王一家於2019年德仁繼位天皇前便在此居住，後因德仁繼位天皇而改稱為「赤坂御所」。德仁一家在2021年9月6日遷居至皇居的正式居所（御所）完工後，赤坂御所就開始進行整修，以作為提供上皇明仁、上皇后美智子居住的「仙洞御所」，整修期間安排上皇夫婦居於原高松宮邸的高輪皇族邸；2022年（令和四年）4月26日，該御所大致上整修完成，隨著上皇夫婦遷入而正式更名為「赤坂仙洞御所」。

## 外部鏈結
- 東宮御所の写真　宮内庁のウェブサイト
- 現在の東宮御所 （页面存档备份，存于）（Wikimapia航空写真）